# Robert Tannahill

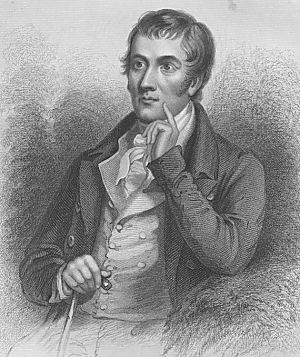
Tannahill in einer Gravur aus dem Biographical dictionary of eminent Scotsmen (1875)

Robert Tannahill (* 3. Juni 1774 in Paisley, Schottland; † 17. Mai 1810) war ein schottischer Dichter der Arbeiterklasse. Bekannt als „Weber Poet“ schrieb er in der Nachfolge von Robert Burns. Robert Chambers wertete ihn in seiner Cyclopaedia of English literature als diesem ebenbürtig.

## Leben

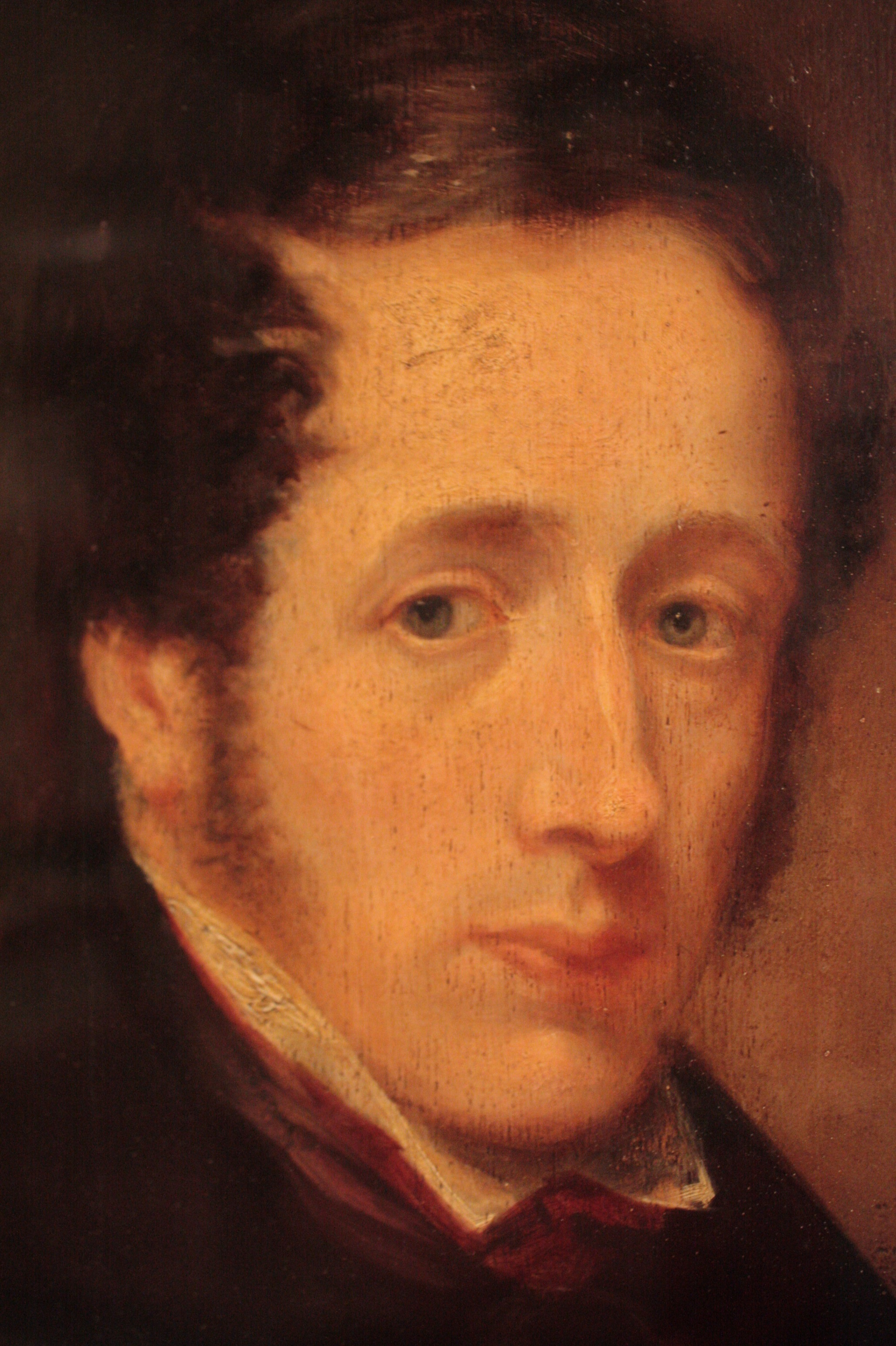
Porträt im Paisley Museum

Tannahill wurde als viertes von sieben Kindern geboren. Seine Mutter Janet Pollock stammte aus Gateside in North Ayrshire, sein Vater James Tannahill aus Kilmarnock.
Kurz nach seiner Geburt zog die Familie in ein neu errichtetes Haus nahe der Queen Street, das sowohl als Wohnhaus als auch als Weberei diente. Robert war schwächlich und hinkte aufgrund einer leichten Deformation seines rechten Beins. Mit zwölf Jahren verließ er die Schule und begann eine Weberlehre bei seinem Vater. Zu jener Zeit zeigte er erstes Interesse an der Dichtkunst.
Nach der Lehre verließ er die Stadt und arbeitete von 1799 bis 1801 in Bolton, bevor er zu seiner Familie zurückkehrte, um diese zu unterstützen. Sein Vater starb kurz darauf, seine Mutter wurde gebrechlich. In einem Brief an einen Freund schrieb er: "Mein Bruder Hugh und ich sind – neben unserer alten, von Altersschwäche und den Jahren geplagten und gebrechlichen Mutter – alleine geblieben. Noch vor sieben Jahren saßen wir zu neunt am Tisch." Hugh heiratete wenig später, sodass Robert als alleiniger Unterstützer zurückblieb. Seine Situation beschrieb er in dem berührenden, aber formal schwachen Gedicht "The Filial Vow". Dennoch sollte seine Mutter ihn um 13 Jahre überleben.
Durch den Kontakt mit dem Komponisten Robert Archibald Smith wuchs Roberts Interesse an Poesie und Musik. Mit seiner zunehmenden Aktivität im literarischen Leben der Stadt trug er zur Gründung des Burns Clubs von Paisley bei und wurde dessen Schriftführer. In der Folge erschienen seine Werke in Zeitschriften wie The Scots Magazine. 1807 veröffentlichte Robert Tannahill eine kleine Sammlung von Gedichten und Liedern. Die 900 Exemplare große Auflage war innerhalb weniger Wochen ausverkauft. Trotz des Erfolges verfiel Tannahill in Mutlosigkeit, nachdem Verleger aus Greenock und Edinburgh die Veröffentlichung einer erweiterten Sammlung seiner Gedichte ablehnten. Hinzu kamen Sorgen um die eigene Gesundheit. Aufgrund dieser Begebenheiten ertränkte er sich schließlich im Glasgow, Paisley and Johnstone Canal. Seine Leiche wurde nicht gefunden; lediglich sein Mantel wurde neben dem überdolten Kanal gefunden.

## Werk
Der Großteil von Tannahills Werken stammt aus der Zeit nach seiner Rückkehr ins Elternhaus im Jahr 1802, als er am Webstuhl „abwechselnd Fäden und Verse webte“. Er versuchte sich sowohl in Englisch als auch in Scots an unterschiedlichsten Textsorten wie Erzählungen, Fabeln, Epitaphien, Versepisteln, Oden sowie Dialektliedern. Für letztere ist Tannahill vor allem bekannt. Drei seiner Oden schrieb er anlässlich Robert Burns’ Geburtstag. In der ersten dieser Oden betritt ein schottischer Genius die Versammlung der olympischen Götter und erbittet einen Nationalbarden. Der Wunsch wird sofort mit der Geburt von Burns gewährt. Armut ist ein wiederkehrender Topos in Tannahills Werken. Vor allem das Leid der Soldaten und Matrosen in den Napoleonischen Kriegen bzw. das ihrer Witwen thematisierte er wiederholt.
Tannahill veröffentlichte seine Gedicht- und Liedersammlung 1807 unter dem Titel The soldier’s return, a Scottish interlude in two acts, with other poems and songs. Das Titelstück, ein Drama-Fragment in Dialektversen, diente als Rahmen für die dazugehörigen Liedtexte. Das Buch wurde wie damals üblich auf Vorbestellung hin veröffentlicht. Tannahill empfand dies als demütigend. Er bemühte sich vergeblich den kommerziellen Erfolg seines Werks zu fördern. Erst nach seinem Tod erschienen Ausgaben seiner Gedichte in den Jahren 1815 und 1817 sowie 1822 ein Nachdruck der Originalausgabe. Außerdem wurden zahlreiche Stücke in William Motherwells Sammlung Harp of Renfrewshire veröffentlicht, die erstmals 1819 erschien und mehrmals nachgedruckt wurde. Weitere Sammlungen von Tannahills Werken erschienen ergänzt durch Abschriften von Freunden wenig später.

## Musik
Sowohl Robert Archibald Smith als auch der Aberdeener Organist John Ross vertonten Gedichte von Tannahill. Umgekehrt verfasste Tannahill selbst Texte als Begleitung traditioneller schottischer und irischer Airs. Manche wurden zu bekannten Volksweisen. Die vielleicht bekannteste ist The Braes of Balquhidder – die Vorlage für die Ballade Wild Mountain Thyme, mit dem bekannten Refrain Will Ye Go Lassie, Go? In diesem Stück greift er eine Geschichte seines Kindermädchens Mary McIntyre auf, nach der diese zusammen mit ihrer Mutter Bannockbrot für die Armee von Charles Edward Stuart auf dem Marsch zur Schlacht bei Culloden buk.
Tannahill schrieb außerdem Thou Bonnie Wood of Craigielea. Der Text wurde 1806 erstmals veröffentlicht und 1818 von James Barr vertont. Aus dessen Fassung entstand später das bekannte australische Volkslied Waltzing Matilda.
2006 veröffentlichte Brechin All Records den ersten Teil von The Complete Songs of Robert Tannahill. Teil 2 erschien 2010 zum 200. Todestag von Robert Tannahill.

## Nachwirkung
Als Selbstmörder wurde Tannahill in einem namenlosen Grab nahe der West Relief Church (heute: Castlehead Cemetery) in der Canal Street in Paisley beerdigt. 1866 errichtete man aufgrund der zunehmenden Anerkennung des Dichters ein Granitdenkmal.
Zu seinem 100. Geburtstag erschien 1874 eine Ausgabe seiner "Poems and Songs". An einer Prozession zu den Gleniffer Braes, einer der meistgenannten Orte in seinen Werken, beteiligten sich 15.000 Personen. Zwischen 1876 und 1936 fanden dort auch jährlich Konzerte mit seinen Liedern statt. Die Eintrittsgelder verwendete man für eine von David Watson Stevenson gestaltete Statue, die 1883 im Paisley Abbey aufgestellt wurde. Auch ein – heute vernachlässigter – Gedenkbrunnen wurde gebaut.
Bildnisse des Dichters scheinen alle auf einer Skizze zu des ortsansässigen Künstlers John Morton zu basieren, die dieser einen Tag nach Tannahills Tod anfertigte. Ein Kupferstich dieser Skizze zierte 1819 das Titelbild von The Harp of Renfrewshire sowie Ausgaben der Gedichte in den Jahren 1822, 1825, 1838 und 1846. Später folgten zwei Porträts in Ölfarben. Eines 1833 von William Beith, einem Blumenmaler aus Paisley. Ein anderes schuf Thomas Carswell, ein Künstler aus Greenock, für Mr. Marshall, einen früheren Schulfreund Tannahills. Dieses Bild wurde nach dem Stich von The Harp of Renfrewshire und Mr. Marshalls Erinnerung an seinen alten Schulfreund gefertigt.
Eine Büste des Dichters wurde 1845 – wiederum auf der Basis von Mortons Zeichnung – von John Fillans angefertigt und 1873 dem Paisley Museum übereignet. Eine weitere Büste wurde 1869 im Wallace Monument aufgestellt.